# Tripterospermum cordatum
Tripterospermum cordatum là một loài thực vật có hoa trong họ Long đởm. Loài này được (C. Marquand) Harry Sm. miêu tả khoa học đầu tiên năm 1965.